# Loma Bonita, Ahuacuotzingo
Loma Bonita är en ort i Mexiko.   Den ligger i kommunen Ahuacuotzingo och delstaten Guerrero, i den sydöstra delen av landet, 200 km söder om huvudstaden Mexico City. Loma Bonita ligger 1 471 meter över havet och antalet invånare är 113.
Terrängen runt Loma Bonita är kuperad. Runt Loma Bonita är det glesbefolkat, med 18 invånare per kvadratkilometer. Närmaste större samhälle är Olinalá, 13,5 km nordost om Loma Bonita. I omgivningarna runt Loma Bonita växer huvudsakligen savannskog.